# Метаморфогенні корисні копалини
Метаморфогенні корисні копалини — екзогенні та (або) ендогенні корисні копалини, структура і текстура яких суттєво змінена під дією температури, тиску, глибинних розчинів та інших факторів у надрах землі.
Метаморфогенні гірські породи утворилися внаслідок суттєвої зміни текстури, структури і мінералогічного складу магматичних і осадових порід під дією температури, тиску і хімічних глибинних процесів. Метаморфізм зазвичай відбувається при зміні температури в діапазоні 1100–300 °С і тискові в діапазоні 1–6000 атм. Зміни включають перекристалізацію, мінералогічні і хімічні перетворення гірських порід.
Так наприклад, при тривалій дії великого тиску і високої температури утворюються різні метаморфічні сланці — хлоритові, глинисті та ін.; при зіткненні з розплавленою масою магматичних порід вапняки перетворюються у мармур. Метаморфічні гірські породи характеризуються зернистою будовою, здебільшого сланцюватою текстурою.
З метаморфізмом пов'язані родовища мармуру, корунду, сланців, андалузиту, кіаніту, силіманіту, аргілітів та ін.